# Szelényi Ferenc
Szelényi Ferenc (Budapest, 1909. szeptember 4. – Debrecen, 1991. május 18.) a mezőgazdasági tudomány doktora, orvos, talajbiológus.

## Élete
Anyai ágon Joseph Haydn rokona. Már gyermekkorában megtanult németül és olaszul. A gimnáziumot Ausztriában (Kismarton) végezte, majd a Torinói Egyetem-en szerzett sebészorvosi diplomát. Harmadéves korától 1935-ig a Torinói Egyetem Anatómiai Intézetének belső munkatársa. 1932-ben kórbonctani vizsgálat során fertőződött TBC-vel. 1935-ben a Torinói Egyetem kérésére a TBC oki tényezőinek vizsgálata céljából magyarországi tanulmányutat tett. Még ebben az évben betegségének kiújulása és családi okok miatt hazatelepült Magyarországra. Orvosi diplomáját a Pázmány Péter Tudományegyetem-en nosztrifikálták.
Fehér Dániel nemzetközi hírű mikrobiológus mellett elsajátította a talajbiológiai vizsgálati módszereket, majd 1936-1940 között Fehér professzor tudományos munkatársa a Műegyetem Soproni Növénytani Intézetében. A rizstermesztés hazai lehetőségét vizsgálta Sopronban, Varsányhelyen és Méhkeréken. 1938-ban a Tiszántúl öntözésének fejlesztése és a rizstermesztés kérdésével kapcsolatban Fehér Dániel és Hank Olivér társaságában olaszországi tanulmányutat tett.
1940-ben Fehér Dániel javaslatára a Kisújszállási Kísérleti Állomásra került Frank Melanie mellé. Ugyanebben az évben addigi nevét (Frischmann) megváltoztatta, és mint egyenes ági rokon Szelényi Lajos orvos, tápiószelei földbirtokos nevét veszi fel.
1941-ben addigi kutatási eredményeire való tekintettel a Sarkadi Talajtani És Öntözési Kísérleti Állomás vezetője lett.
1943 végén kénytelen lemondani tisztségéről. 1944 júliusáig Budapesten a Sarkadi Magyar Föld Rt. cégvezetője, és az Öntözési, Mezőgazdasági és Ipari Rt. (ÖMIRT) rizsnemesítője, majd munkaszolgálatra viszik, de TBC-je miatt rövidesen hazaengedik. 1944 december végéig bujkál, majd a Svéd Vöröskereszt védelme alatt Budapest ostroma idején vezeti annak gellérthegyi illetve később a Nagyajtai utcai szükségkórházát. 1945 júniusától 1947 júniusáig a János Kórházban lévő Tüdőgyógyászati Klinikán előbb segédorvos, majd tanársegéd.
1947-től egyetemi tanár a Magyar Agrártudományi Egyetem Mosonmagyaróvári Osztályának Talajtani Tanszékén. 1949. január 1-jén áthelyezik a Debreceni Osztály Talajtani Tanszékére, mely három hónap múlva megszűnt, így a továbbiakban a Debreceni Mezőgazdasági Kísérleti Intézet Agrokémiai Osztályát vezette. 1950-ben jelentős vagyonát államosították. 1951-ben kérelmezte a Magyar Tudományos Akadémia Minősítő Bizottságától egyszerűsített úton a doktori címet, de 1952-ben mindössze a kandidátus-i fokozatot kapta meg. A doktori eljárás engedélyezésére csak 1988-ban kerülhetett sor. 1953-ban  Nagy Imre hatalomra kerülése után az agrárfelsőoktatás újjászervezésekor megbízták a Debreceni Mezőgazdasági Akadémia (a későbbi Debreceni Agrártudományi Egyetem, ma Debreceni Egyetem Agrártudományi Központ) Kémiai-Talajtani Tanszékének szervezésével és vezetésével, mely 1964-ben a Talajtani és Mikrobiológiai Tanszék nevet kapta. 1972-ig állt a tanszék élén, ami mellett évekig, mint igazgatóhelyettes illetve rektorhelyettes irányította és szervezte a kutatómunkát, valamint szerkesztette a tudományos kiadványokat. 1960-ban a Gödöllői Agrártudományi Egyetemen, mint kandidátus doktorrá avatták. A Magyar Mikrobiológiai Társaság (MMT) alapító vezetőségi tagja. A MTESZ Hajdú-Bihar megyei Szervezetének alapító tagja, 1952-1964 között elnöke, 1964-1980 között társelnöke, 1980-tól haláláig tiszteletbeli elnöke volt. 1983-tól a Magyar Tudományos Akadémia Debreceni Akadémiai Bizottságában tagja volt a Mezőgazdasági Szakbizottság Növénytermesztési Munkabizottságának.
1976-ban 67 éves korában ment nyugdíjba, de mint nyugalmazott egyetemi tanár a Debreceni Agrártudományi Egyetemen szaktanácsadói és kutatói munkát végzett egészen haláláig.
1984-ben a Debreceni Agrártudományi Egyetem a "doctor honoris causa" címet adományozta neki, melyet pályafutása egyetlen elismeréseként tartott számon. Dr.Dr.Dr.Szelényi Ferenc nyugalmazott egyetemi tanár a mezőgazdasági tudomány doktora pályája során több mint 100 tudományos közleményt adott ki. Elhunyt Debrecenben 1991. május 18-án.

## Munkássága
Pályafutása egyrészt orvosi, másrészt mezőgazdasági kísérleti kutatómunkához kapcsolódott. Az orvosi diplomával és praxissal rendelkező, kórbonctani, TBC-okozati, rizsnemesítési és termesztési, talaj- és növénybiológiai, öntözési, talajtani, mikrobiológiai és agrokémiai kutatásokat végző Szelényi professzor pályáját, mint kutatóét három fő részre oszthatjuk.

### Szövettani kutató
A torinói évek alatt kórbonctani vizsgálatai során kimutatta, hogy a szenilis fibrózis (májfibrózis) nem élettani jelenség, hanem kóros folyamatokra vezethető vissza. Vizsgálati eredményeit német és olasz szakfolyóiratokban tette közzé.

### Rizskutató
A talajok vízgazdálkodására, a talajoltásra és meszezésre vonatkozó kutatásai mellett kimutatta, hogy a rizs-nek kezdeti fenofázisában levegőre van szüksége. Erre az eredményre alapozva az 1930-as évek végén kidolgozta a rizs nagyüzemi termesztésének módszerét: nyirkos talajba gépi vetés, vízborítás nélküli kelesztés, majd ezután árasztás.
Annak érdekében, hogy a hazai éghajlati viszonyoknak megfelelő, valamint korán érő, hibátlan, acélos rizs kerüljön termesztésre, rizsnemesítést végzett. Ennek eredményeképpen 1943-ban hazánkban először az általa nemesített három rizsfajta kapott állami fajtaelismerést, mint eredeti hazai nemesített rizsfajta. Törzsszámuk: Ömirt 39., Ömirt 210. és Ömirt 239. További öt fajtája feltételes elismerésben részesült.

### Mezőgazdasági kutatások Debrecenben
Főbb kutatási területei:
1. Manninger G. Adolf professzorral közösen országos elővetemény műtrágyázási kísérletek.
2. Talajok oldható tápanyagvizsgálatára új kolorimetriás módszert dolgozott ki.
3. Savanyú talajok meszezésére vonatkozó kísérletek.
4. Talajjavító mészhumátos istállótrágyázással kapcsolatos kísérletek.
5. A talajok víz- és levegőgazdálkodásával kapcsolatban a vízkárokra hajlamos talajok meghatározására új laboratóriumi vizsgálati metodikát dolgozott ki.
6. A talajok pórustérfogatának meghatározására talajprést szerkesztett, mely találmányként lett bejegyezve.
7. 1966-ban közeli barátjával Berencsi György professzorral a Szegedi Orvostudományi Egyetem Közegészségügyi és Járványtani Intézetének vezetőjével "A TBC fertőzés láncolatának talajmikrobiológiai vizsgálata" nevü kutatási programot indította el. A kutatásban részt vett Helmeczi Balázs professzor, akkori tanársegéde is. Szelényi professzor a talajokban élő mycobacterium-ok új vizsgálati metódusát (izolálási és tenyésztési standard metodika) dolgozta ki, annak értelmezéséhez szükséges kódrendszerrel együtt. Módszerével lehetővé vált a talajlakó mycobacteriumok megbízható izolálása és vizsgálata. A talajokból 45, a nemzetközi szakirodalomban addig ismeretlen mycobacterium törzset tenyésztett ki. Megállapította, hogy az úgynevezett atypusos mycobacteriumok az emberben és az állatokban egyaránt paraallergiás reakciót váltanak ki, mely a tuberkulin fertőzés látszatát kelti. Berencsi professzorral több publikációban felhívták erre a klinikai diagnosztika figyelmét.
8. Nyugdíjas kutatóként befejezte a mycobacteriozissal és a talajok víz- és levegőgazdálkodásával kapcsolatos kutatásait és publikálta azokat.
9. Élete utolsó éveiben Bocz Ernő professzorral közösen kidolgozta a mészhumátos szervestrágyázás újabb eljárását, mely találmányként lett bejelentve.

## Külső hivatkozások
- Szelényi Ferenc részletes szakmai életrajza